# Florent Chrestien
Florent Chrestien  (* 26. Januar 1540 in Orléans; † 3. Oktober 1596 ebenda) war ein französischer Humanist, Altphilologe, Schriftsteller und Übersetzer.

## Leben und Werk
Chrestien studierte Griechisch und Latein und war (als Protestant) Hauslehrer des kleinen Heinrich von Navarra, des späteren Königs Heinrich IV. Als Bibliothekar in Vendôme wurde er von den Katholiken gefangen genommen und von Heinrich per Lösegeld befreit. Er trat mit Heinrich zum katholischen Glauben über.
Chrestien war zusammen mit Pierre Pithou, Jean Passerat, Nicolas Rapin (1535–1608), Gilles Durant de la Bergerie (1554–1614) und Jacques Gillot (1550–1619) Verfasser der Satyre Ménippée (1593), einer (sehr erfolgreichen) satirischen Kampfschrift gegen den nicht enden wollenden Bürgerkrieg und gegen die Heilige Liga der Guisen sowie für die Einsetzung eines starken, dem Dritten Stand gewogenen Königs, nämlich Heinrich IV. Im Reigen der fiktiven Parlamentsreden der Satyre wird Chrestien der Text des Kardinals Nicolas de Pellevé (1518–1594) zugeschrieben.
Chrestien übersetzte George Buchanans Tragödie Jephthes (Jephthes sive Votum. Tragoedia, 1544; Paris, Guillaume Morel, 1554) aus dem Lateinischen ins Französische (Jephté, Orléans, Rabier, 1567; Paris, Robert Estienne, 1573) sowie Le Cordelier, ou le sainct François (Genf, J. de l’Estang, 1567; Original: Franciscanus et fratres, 1527). Ferner übersetzte er in Verse den schwierigen jagdtechnischen Text des Oppian von Apamea (nicht zu verwechseln mit Oppian von Anazarbos oder aus Kilikien), Les Quatre livres de la Vénerie [= „Die vier Bücher von der Jagd“] (Paris, Mamert Patisson, 1575, lateinisches Original: Oppiani de Venatione libri IV, Parisiis apud Vascosanum, 1549; heute bekannt als: Oppian (von Apamea), Kynegetika). Daneben gab er zahlreiche lateinische Texte der Antike heraus.

## Werke (Auswahl)
- (mit Pierre Pithou, Jean Passerat, Nicolas Rapin, Gilles Durant de la Bergerie und Jacques Gillot) Satyre Menippee de la Vertu du Catholicon d’Espagne et de la tenue des Estats de Paris, kritisch hrsg. von Martial Martin. H. Champion, Paris 2007, (online).

### Handbuchliteratur
- Les poètes françois, depuis le XIIe siècle jusqu’à Malherbe, hrsg. von Pierre-René Auguis, Bd. 5, Paris, Crapelet, 1824, S. 172–189.
- Chrestien, Florent in: Robert Laffont, Valentino Bompiani: Le nouveau dictionnaire des auteurs de tous les temps et de tous les pays. Band 1. R. Laffont, Paris 1994, S. 676.
- Günter Karcher: Anonym, La Vertu du Catholicon d’Espagne. In: Irene Schwendemann (Hrsg.): Hauptwerke der französischen Literatur. Einzeldarstellungen und Interpretationen. Kindler, München 1976, S. 107–108.